# Francesc Alsius i Granés
Francesc Alsius i Granés (Palafrugell, 1920 – 1977) fou un comerciant tèxtil instal·lat a Palafrugell, on residia la seva família, i fou el creador del Patronat de l'Escola d'Arts i Oficis i de la Revista de Palafrugell. També fou un dels impulsors de la cantada d'havaneres de Calella de Palafrugell.
Va néixer a Palafrugell el 1920. La família materna es dedicava al comerç de teixits a Palafrugell des de feia moltes generacions. Després de la guerra estudià dret a la Universitat de Barcelona, però a causa d'una situació familiar imprevista retornà a Palafrugell i es posà al capdavant del negoci familiar. Durant 10 o 12 anys fou secretari de COTEX, associació provincial de comerciants de teixits.
L'any 1949 s'incorpora al Consistori de Palafrugell i és a partir d'aquestes dates que s'implica en diversos projectes i activitats dirigides a la població de Palafrugell. Formà part del Consistori de Palafrugell en dues etapes, del 17 de maig de 1949 al 3 de febrer de 1954 i del 5 de febrer de 1961 al 5 de febrer de 1967 com a tinent d'alcalde i segon tinent d'alcalde, respectivament.
El 1961 es posà en marxa el Patronat de l'Escola d'Arts i Oficis com a entitat autònoma respecte a l'Ajuntament; és un dels projectes on la seva participació és decisiva. Amb el Patronat es reorganitza l'ensenyament de dibuix tècnic i artístic i el d'idiomes. Amb l'excusa de figurar com a butlletí del Patronat, el 1962 apareix la Revista de Palafrugell.
Alsius va tenir la idea d'editar el llibre Calella de Palafrugell i les havaneres que va esdevenir l'origen de les cantades i va significar la recuperació i divulgació de l'havanera popular. El llibre va aparèixer el 1966, amb dibuixos i text a càrrec de Joan Pericot, i el recull de músiques i lletres de Frederic Sirés Puig i Ernest Morató. Per a la presentació s'organitzà una cantada a la platja d'en Calau (Calella de Palafrugell) i l'èxit fou tan gran que ha tingut continuïtat fins a l'actualitat.
Entre els projectes de Francesc Alsius també hi ha la creació i legalització del Museu local i el plantejament de la Fundació del Museu Marítim Manuel Rocamora que finalment no tirà endavant. Els anys 1970 va contribuir en la constitució de la Biblioteca Josep Pla, juntament amb el periodista Santi Massaguer, l'historiador Josep Badia Homs i el mateix escriptor. A la dècada de 1970 junt amb una colla d'amics va ser un dels fundadors de La Gleva del Peix Fregit, una societat gastronòmica i de tertúlia.
Morí el 1977 als 57 anys.
El seu fons documental es conserva a l'Arxiu Municipal de Palafrugell, on també es pot trobar el fons de la botiga de teixits de la seva família.